# ئی‌ام‌دی جی‌پی۱۸
ئی‌ام‌دی جی‌پی۱۸ (انگلیسی: EMD GP18) یک لوکوموتیو دیزلی ساخت شرکت جنرال موتورز الکترو-موتیو دیویژن است.
این لوکوموتیو که مابین سال‌های ۱۹۵۹ تا ۱۹۶۳ تولید میشده دارای ۱۶ سیلندر و ۱۸۰۰ اسب بخار توان خروجی بوده است.